# Gellicum

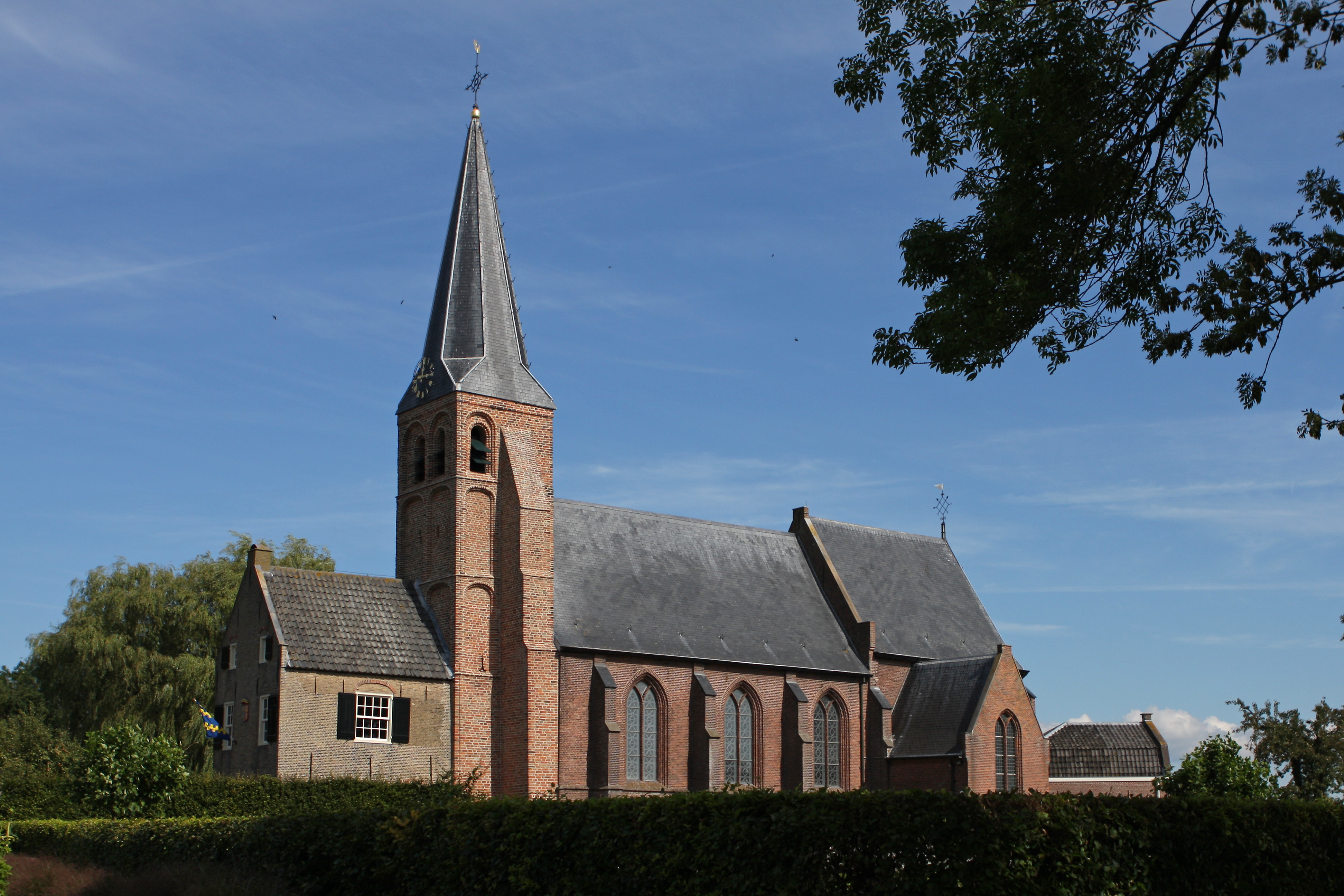
O.L.Vrouw Geboortekerk

Gellicum (Dialect: Gliekum) is een dorp in de Betuwe in de Nederlandse provincie Gelderland. Gellicum heeft 345 inwoners op 1 januari 2023. Het ligt aan de rivier de Linge. Gellicum ligt in de gemeente West Betuwe. Daarvoor hoorde het bij de gemeente Geldermalsen.
Gellicum is te bereiken via de Provinciale weg N327.
De eerste schriftelijke bronnen die over Gellicum zijn teruggevonden komen uit het jaar 983. Het dorp werd daarin Gallinghem genoemd. Gellicum is dus ruim 1000 jaar oud. Gellicum had oorspronkelijk twee kerken, een Nederlands Hervormde en een rooms-katholieke. Eerstgenoemde is niet meer als zodanig in gebruik, maar wordt nu als woonhuis gebruikt. De rooms-katholieke kerk stamt uit de 13e eeuw en heeft een opvallende uitbouw. Aan de voorkant is een rechthuis aangebouwd, waar vroeger recht werd gesproken.
Gellicum was een kasteeldorp. Van het kasteel wordt voor het eerst in 1326 melding gemaakt. De heerlijkheid Gellicum was 484 hectare groot. Het kasteel werd in 1802 afgebroken vanwege financiële problemen van de eigenaar. Het wapen van de kasteelheer wordt nog steeds in ere gehouden. Tijdens het jaarlijkse dorpsfeest in mei van de Oranjevereniging wordt nog elk jaar de vlag van Gellicum uitgehangen. Naast deze Oranjevereniging kent Gellicum onder meer een speeltuinvereniging, een kookclub en een biljartvereniging.

## Busverbindingen
De volgende buslijnen rijden langs het dorp:
- Lijn 260: Geldermalsen - Leerdam
- Lijn 650: Leerdam - Culemborg